# Ария da capo
Ария da capo — малая музыкальная форма, распространённая в эпоху барокко и характерная, преимущественно, для итальянской оперной школы. Такая ария исполнялась солистом под аккомпанемент инструментов (обычно небольшого оркестра). Ария da capo широко использовалась в таких музыкальных жанрах эпохи барокко, как опера-сериа и оратория.
Этот тип арий сочинялся в трёхчастной форме. Первая часть была мелодически завершённой и заканчивалась на тонике. Вторая часть отличалась от первой настроением (чередование мажора и минора), мелодической текстурой и иногда темпом. Третья часть обычно не записывалась композитором; он просто помещал в конце второй части указание da capo, что переводится с итальянского как «сначала» (буквально «с головы»). То есть третья часть мелодически полностью повторяла первую.
Ария da capo требовала от певца владения вариационной формой, умения украшать мелодию во время исполнения третьей части. Степень насыщенности третьей части вариациями зависит от степени аффекта данной арии. Завершала третью часть и всю арию каденция, исполнявшаяся без аккомпанемента. Способность виртуозно импровизировать и украшать мелодию стала в ту эпоху необходимым умением, которому обязательно обучались все оперные певцы.
Слишком обобщённый характер этой арии, пишет В. Конен, противоречил требованиям театральной музыки. Во второй половине XVIII века, и прежде всего в реформаторских операх К. В. Глюка (см. Оперная реформа Глюка), арию da capo постепенно вытеснили двухчастные арии, ариозные аккомпанированные речитативы, развернутые арии-сцены, драматические «диалоги» (ансамбли) и т. д.. Формально, ария da capo ещё присутствует у Моцарта, но, в отличие от классических образцов, предоставлявших певцу свободу импровизации (в рамках соответствующего аффекта), Моцарт выписывает в партитуре третью часть со своими вариациями, оставляя для певца лишь каденцию и минимум свободы в самой арии.
Движение «Аутентичное исполнение» (современное течение в музыке, зародившееся в середине XX века; попытка исторической реконструкции старинного звучания классических произведений), восстанавливает эту вокальную форму, пытается воспроизвести импровизационное исполнение арий da capo.

## Музыкальные фрагменты
- Гендель, «Возрадуйся, о дщерь Сиона!»о файле (информация о файле)
- Гендель, «Он был презираем»о файле (информация о файле)